# Nút cài

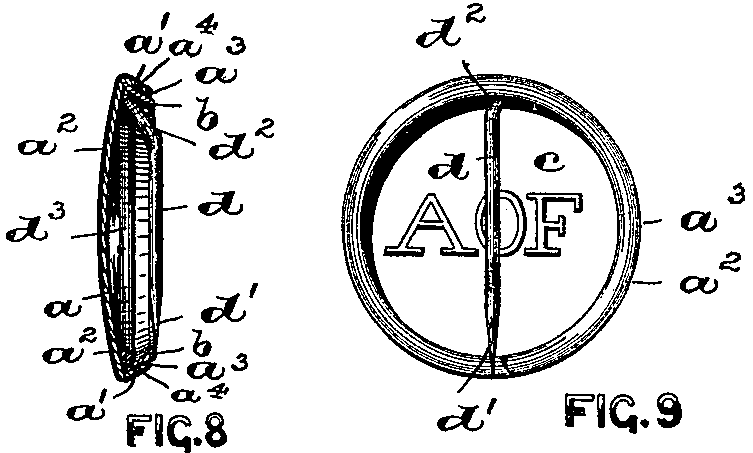
Huy hiệu cài hay nút bấm, bằng sáng chế Mỹ (1896)

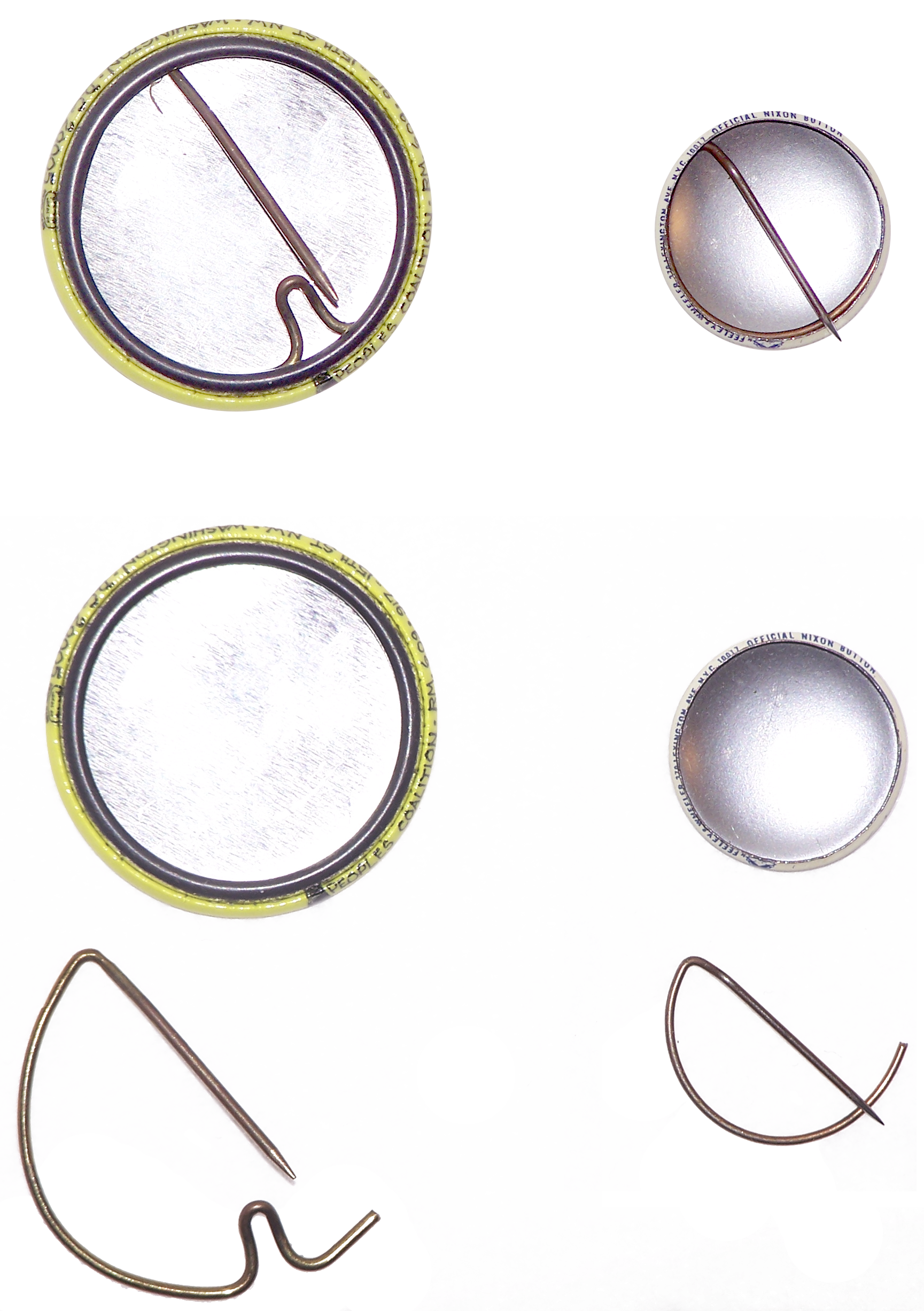
Hai nút cài được đính (trên) và tháo (dưới) với hai kiểu dây cài khác nhau

Nút cài (tiếng Anh: pin-back button hay pinback button), là một nút bấm hay huy hiệu có thể đính chặt tạm thời vào bề mặt trang phục bằng một kim cài an toàn, hoặc một loại kim cài làm bằng dây, một bướm ly hợp hoặc các cơ chế khác. Cơ chế này được cài vào mặt sau của một đĩa kim loại hình nút, có bề mặt phẳng hoặc lồi lõm, giúp cho mặt trước của nút phô bày rõ ràng một hình ảnh hay thông điệp. Thiết kế đầu tiên cho nút cài ở Hoa Kỳ đã được cấp bằng sáng chế vào năm 1896, và rất nhiều nút cài hiện đại sử dụng mẫu mã thiết kế tương tự.